# Habenaria lucida
Habenaria lucida är en orkidéart som beskrevs av Nathaniel Wallich och John Lindley. Habenaria lucida ingår i släktet Habenaria och familjen orkidéer. Inga underarter finns listade i Catalogue of Life.